# Bodasjön (Örsjö socken, Småland)
Bodasjön är en sjö i Emmaboda kommun och Nybro kommun i Småland och ingår i Hagbyåns huvudavrinningsområde. Sjön har en area på 0,0873 kvadratkilometer och ligger 130,8 meter över havet. Sjön avvattnas av vattendraget Hagbyån (Örsjöån). Vid provfiske har bland annat abborre, braxen, gädda och mört fångats i sjön.

## Delavrinningsområde
Bodasjön ingår i det delavrinningsområde (629035-149263) som SMHI kallar för Utloppet av Bodasjön. Medelhöjden är 153 meter över havet och ytan är 7,93 kvadratkilometer. Räknas de 6 avrinningsområdena uppströms in blir den ackumulerade arean 118,7 kvadratkilometer. Avrinningsområdets utflöde Hagbyån (Örsjöån) mynnar i havet. Avrinningsområdet består mestadels av skog (83 procent). Avrinningsområdet har 0,09 kvadratkilometer vattenytor vilket ger det en sjöprocent på 1,1 procent. Bebyggelsen i området täcker en yta av 0,41 kvadratkilometer eller 5 procent av avrinningsområdet.

## Fisk
Vid provfiske har följande fisk fångats i sjön:
- Abborre
- Braxen
- Gädda
- Mört
- Sarv
- Sutare